# Ina Ender
Ina Ender, nata Schreier (Kreuzberg, 9 luglio 1917 – Oranienburg, 27 marzo 2008), è stata una modella tedesca, combattente della resistenza tedesca e agente di polizia giudiziaria.

## Biografia
Nacque a Kreuzberg, figlia dello scultore e attivista comunista Erich Schreier e della sarta Margarete Hätzel. Suo padre fu tra i fondatori della Lega di Spartaco e del Partito Comunista di Germania (KPD). Impiegato presso l'ufficio distrettuale di Berlino-Kreuzberg, fu presidente del consiglio di fabbrica fino al 1933, diventando un noto oppositore del regime nazista.
Dal 1923 al 1927, Ina Schreier frequentò la scuola elementare di Kreuzberg e in seguito la scuola Minna-Cauer di Neukölln per gli studi secondari. Si impegnò da subito nel consiglio studentesco e nel 1931 entrò in contatto con la Lega della Gioventù Comunista grazie a un amico di famiglia. Ender fu la prima ragazza a essere ammessa nel riformatorio di Scharfenberg. Grazie all'amicizia con Hans Lautenschläger e Hans Coppi, nel 1932, all'età di 15 anni, aderì alla Lega della Gioventù Comunista, già dichiarata illegale, e partecipò alle attività politiche in opposizione al regime nazista.
In seguito all'ascesa al potere di Adolf Hitler il 30 gennaio 1933, suo padre fu licenziato dall'ufficio distrettuale e subì gli abusi dalle Sturmabteilung (SA) durante le successive perquisizioni domiciliari. Malgrado il suo rendimento scolastico, Ender fu privata del posto gratuito in collegio. I suoi genitori non furono in grado di sostenere le spese scolastiche, per questo motivo dovette abbandonare gli studi senza diplomarsi e non riuscì a ottenere l'apprendistato a causa della mancanza di posti disponibili. La madre la istruì allora come sarta e riuscì a trovare un posto in una scuola professionale per sarte, purtroppo però non ottenne il riconoscimento in quanto la madre non possedeva l'autorizzazione a formare apprendisti. Inizialmente, madre e figlia riuscirono a racimolare modesti guadagni grazie a delle commesse private. Nel 1935, Ender trovò impiego come lavoratrice a cottimo in una manifattura tessile. Nel 1936, lavorò come sarta in una sartoria per signore. Il 14 settembre 1936, sposò Hans Lautenschläger, anche lui attivo nella resistenza.

### Carriera come modella
Nel 1936, Hanns Hubmann, fotografo e fotoreporter della Berliner Illustrirte Zeitung, notò Ender e le scattò una fotografia che fu pubblicata sulla prima pagina della rivista. Hubmann ritenne che Ender avesse le qualità necessarie per avviare la carriera come fotomodella. L'anno successivo, Ender entrò nel mondo della moda e iniziò a lavorare come modella per diversi saloni di moda, il Metropol-Theater e la compagnia cinematografica UFA. Ender lavorò a Berlino, ma la richiesta delle sue capacità la portò a lavorare in altri Paesi europei.

### Resistenza
Nel 1937 Hans Coppi, suo compagno di scuola a Scharfenberg la presentò a Harro Schulze-Boysen in un caffè sulla Leipziger Strasse. Schulze-Boysen era il leader di una vasta rete di resistenza a Berlino e suggerì a Ender di presentarsi presso la stilista berlinese Annemarie Heise. Il salone della Heise era considerato alla moda da alcune star del cinema come Marika Rökk e Zarah Leander e da alcune donne della leadership nazionalsocialista del calibro di Eva Braun, Magda Goebbels, Emmy Göring ed Elisabeth Henckel von Ribbentrop. Nel 1939, Ender lavorò come modella nel salone Heise, posizione che le permise di raccogliere informazioni dalle clienti potenzialmente utili alla resistenza. L'ambiente raffinato del salone, unito all'esperienza di modelle come Ender e l'uso libero di liquori, rendeva loquace la clientela. Questa tranquillità agevolò la Ender nello scoprire segreti di Stato, appuntamenti, date di viaggio, nonché di notare le dinamiche di potere nell'élite dirigenziale e di ascoltare i pettegolezzi delle signore benestanti che potevano essere utili .
Ogni settimana Ender incontrava Hans Coppi per affidargli qualsiasi informazione fosse ritenuta utile o importante alla causa.

### Arresto
Nel settembre 1942, Ina Ender fu arrestata dalla Gestapo e, insieme a Hilde Coppi, Hanni Weißensteiner ed Erika von Brockdorff, venne condotta al quartier generale ad Alexanderplatz. Ender fu fortunata in quanto Lotte Pinzke aveva già sottratto gran parte delle prove incriminanti dal deposito di Gaabs prima dell'arrivo della Gestapo e le aveva gettate nel fiume Havel.
Tra il 30 giugno e il 3 luglio 1943, fu processata per sedizione dal Reichskriegsgericht. Il pubblico ministero richiese la pena di morte, ma fu invece condannata a 6 anni di carcere per favoreggiamento della sovversione delle forze militari (in tedesco Wehrkraftzersetzung), ovvero per aver distribuito materiale di propaganda. Ender scontò la pena nella prigione di Friburgo e fu rilasciata il 7 maggio 1945, poco prima dell'arrivo dell'Armata Rossa.

### Nel dopoguerra
Dopo la liberazione, dal maggio 1945 fino all'estate del 1946 ricoprì la carica di vicesindaco di Brand-Erbisdorf. Dopo il rientro della madre e del figlio Axel dalla Polonia, volle rientrare a Berlino. Inizialmente fu assegnata alla neonata sezione della Volkspolizei per la tutela dei trasporti di merci a Niedersedlitz, luogo in cui si trasferì con la madre e il figlio. Nel 1947 fu trasferita all'ufficio di polizia del distretto di Großenhain, dove lavorò inizialmente nell'amministrazione e per pochi mesi a capo dell'ufficio.
Nel 1949 passò al dipartimento di investigazione criminale come ispettore capo della polizia popolare di Dresda, responsabile delle indagini sulle attività di sabotaggio e sui crimini nazisti. Nel maggio 1950, su sua richiesta, fu trasferita a Berlino presso l'amministrazione principale della Volkspolizei nel settore della sicurezza industriale. Licenziata nell'ottobre 1950 per aver violato le norme ufficiali, dovette cercare una nuova occupazione. Fu nominata dirigente della Handelsorganisation (HO) nella divisione dei beni industriali e nel 1953 assunse la posizione di capo dipartimento. Quando il marito Hans Lautenschläger tornò a casa dalla prigionia sovietica, decisero di comune accordo di separarsi.
Nel dicembre 1952 sposò il funzionario Siegfried Ender, che lavorava al controllo dei prezzi presso il Ministero del Commercio e dell'Approvvigionamento. Nel giugno 1953 nacque il figlio Dieter. Ender assunse la direzione di diverse aziende espropriate. Successivamente, durante la rivolta operaia, fu vittima di accuse infondate da parte della magistratura berlinese, che ne decretò la rimozione dall'incarico e la sua espulsione dal SED nel dicembre 1954.
In seguito all'espulsione dal partito, non riuscì a trovare un impiego qualificato e nel maggio 1955 dovette accettare un impiego sottopagato come sarta. Nel 1957 fu riammessa nel SED e nel 1962 divenne membro del dipartimento principale dell'organizzazione commerciale di Berlino. Dal 1965 al 1967 lavorò presso l'Istituto tecnico per il commercio estero, si ritirò da tale incarico nel 1967 per motivi di salute e rimase invalida nel 1968. Il 20 febbraio 1970, in occasione di una presentazione tenuta da Erich Mielke, Ender fu insignita della medaglia d'oro della Fratellanza d'Armi della DDR. Quando il marito lavorò in Iraq dal 1972 al 1975 come consulente scientifico del Presidente dell'Organizzazione del Commercio, lei lo accompagnò e fu attiva nel campo della politica finanziaria. Tornata nella DDR, dedicò gli anni successivi al lavoro con i giovani, tenne conferenze sulla lotta di resistenza antifascista e si impegnò nel PDS dopo la caduta della dittatura della SED nella DDR.